# Ernst Lubitsch
Ernst Lubitsch (Berlijn, 28 januari 1892 – Hollywood, 30 november 1947) was een Duits filmregisseur, die zijn grootste successen had in Hollywood. Zijn films worden gekenmerkt door een geraffineerde humor met een seksuele ondertoon en een elegante stijl, die zozeer met hem werden geassocieerd dat er een term voor is bedacht, de "Lubitsch-touch".

## Biografie
Ernst Lubitsch werd geboren in een gezin van Joodse kleermakers. Op de middelbare school kwam hij voor het eerst in aanraking met het toneel. Oorspronkelijk zou hij bij zijn ouders in het familiebedrijfje gaan werken, maar Lubitsch wilde liever in het theater spelen. Op zestienjarige leeftijd stopte hij met school en werd hij overdag boekhouder bij het familiebedrijfje, om 's avonds en 's nachts te spelen in cabarets en variététheaters. In 1911 werd hij als acteur lid van het Deutsches Theater van Max Reinhardt, waar hij zich snel ontwikkelde van kleine bijrollen tot grote hoofdrollen.
Een jaar later nam hij een bijbaantje als klusjesman bij de Berlijnse Bioscope filmstudio. Datzelfde jaar maakte hij zijn filmdebuut, eerst als acteur in komedies en vanaf 1914 vooral als regisseur. In 1918 brak hij als regisseur door met de tragedie Die Augen der Mumie Ma, met Pola Negri in de hoofdrol. Carmen, eveneens met Negri, werd een internationale hit. Zijn werk werd toen al gekenmerkt door komedies, maar hij ging ook meer historische drama's maken. In 1919 werden onder andere Die Austernprinzessin en Madame Dubarry uitgebracht, waarmee Lubitsch internationale faam kreeg. In Die Austernprinzessin (met Ossi Oswalda in de hoofdrol) waren voor het eerst zijn kenmerkende visuele stijl en subtiele humor te zien, die later bekend zou staan als de "Lubitsch touch". In 1920 regisseerde hij de film Anna Boleyn.
In december 1921 reisde hij af naar de Verenigde Staten om daar reclame te maken voor zijn nieuwe film Das Weib des Pharao. Het daarop volgende jaar vertrok hij definitief naar Hollywood, op verzoek van Mary Pickford, om met haar de film Dorothy Vernon of Haddon Hall op te nemen. Hij wees echter deze film af, maar regisseerde haar daarentegen in Rosita. De film werd enthousiast ontvangen door critici, alhoewel Pickford zelf niet tevreden was over het resultaat. Hij besloot te blijven en zijn carrière in de Verenigde Staten voort te zetten.
The Marriage Circle uit 1924 was de eerste van een reeks succesvolle geraffineerde romantische komedies waarom hij bekend zou staan. Deze reeks bestaat onder andere uit Forbidden Paradise (1924), Kiss Me Again, Lady Windermere's Fan (1925), So This Is Paris (1926) en The Student Prince in Old Heidelberg (1927). Met de komst van de geluidsfilm in 1927 vertrok Lubitsch van Warner Bros. naar Paramount, waar hij onder andere verscheidene muziekfilms voor regisseerde. In deze periode zou hij zijn grootste successen kennen. Zijn eerste muziekfilm was The Love Parade uit 1929, waarin hij zijn ontdekking Jeanette MacDonald de hoofdrol gaf naast Maurice Chevalier. Het samenspel tussen de twee acteurs bleek een gouden zet, en MacDonald en Chevalier zouden in nog vijf films samen te zien zijn. Naast The Love Parade werden ook musicals Monte Carlo (1930) en The Smiling Lieutenant (1931) zeer goed onthaald door de critici. In 1932 maakte hij een zijstapje naar een kritisch anti-oorlogsdrama met Broken Lullaby.
In de jaren dertig begon Lubitsch een succesvolle samenwerking met scenarioschrijver Samson Raphaelson, waaronder Trouble in Paradise uit 1932. In 1935 werd hij aangesteld als productiechef van Paramount, zodat hij zijn eigen films kon produceren, evenals toezicht houden op de productie van andere filmmakers. In 1938 werd hij een lid van het Franse Legioen van Eer. In 1939 vertrok hij naar MGM. Voor deze studio maakte hij de zeer succesvolle satirische komedie Ninotchka, geschreven door Billy Wilder met Greta Garbo in de hoofdrol. Na deze film regisseerde hij The Shop Around the Corner uit 1940, met James Stewart en Margaret Sullavan als twee ruziënde collega's die niet weten dat ze eigenlijk elkaars penvrienden zijn. Na That Uncertain Feeling (1941) maakte hij in 1942 een van zijn best bekende films, de zwarte komedie To Be or Not to Be, een satire over een Poolse acteergroep die probeert te ontsnappen aan de nazi's. Carole Lombard had een van de hoofdrollen.
In 1943 vertrok hij naar 20th Century Fox, waarvoor hij de film Heaven Can Wait opnam. Opnames van andere films werden verhinderd door zijn verslechterde gezondheid, die onder andere zou leiden tot enkele hartaanvallen. Zo werd de regie van A Royal Scandal overgenomen door Otto Preminger. Wel wist hij in 1946 nog Cluny Brown op te nemen. In 1947 kreeg hij de ere-Oscar voor zijn 25-jarige oeuvre in de Verenigde Staten. Later dat jaar overleed hij op 55-jarige leeftijd aan zijn zesde hartaanval. Zijn laatste film, That Lady in Ermine, werd afgemaakt door Otto Preminger en postuum in 1948 uitgebracht.

## Filmografie
- 1916: Schuhpalast Pinkus
- 1917: Wenn vier dasselbe tun
- 1918: Die Augen der Mumie Ma
- 1918: Carmen
- 1919: Rausch
- 1919: Die Puppe
- 1919: Meine Frau, die Filmschauspielerin
- 1919: Die Austernprinzessin
- 1919: Meyer aus Berlin
- 1919: Madame DuBarry
- 1920: Kohlhiesels Töchter
- 1920: Sumurun
- 1920: Anna Boleyn
- 1921: Die Bergkatze
- 1922: Das Weib des Pharao
- 1923: Die Flamme
- 1923: Rosita
- 1924: The Marriage Circle
- 1924: Three Women
- 1924: Forbidden Paradise
- 1925: Kiss Me Again
- 1925: Lady Windermere's Fan
- 1926: So This Is Paris
- 1927: The Student Prince in Old Heidelberg
- 1928: The Patriot
- 1929: Eternal Love
- 1929: The Love Parade
- 1930: Monte Carlo
- 1931: The Smiling Lieutenant
- 1932: Broken Lullaby
- 1932: One Hour With You
- 1932: Trouble in Paradise
- 1933: Design for Living
- 1934: The Merry Widow
- 1937: Angel
- 1938: Bluebeard's Eighth Wife
- 1939: Ninotchka
- 1940: The Shop Around the Corner
- 1941: That Uncertain Feeling
- 1942: To Be or Not to Be
- 1943: Heaven Can Wait
- 1945: A Royal Scandal
- 1946: Cluny Brown
- 1948: That Lady in Ermine (postuum)

## Trivia
- Het verhaal gaat dat Lubitsch tijdens het filmen van een scène met een Duits accent zou hebben gevraagd om de scène "mit out sound" op te nemen, zonder geluid. ('Mit' is Duits voor 'met', het Engelse 'with', en het Engelse 'without' betekent 'zonder', dus 'zonder geluid'). De filmterm MOS, waarbij een scène zonder geluid wordt opgenomen om later het geluid aan toe te voegen, zou hiernaar verwijzen (MOS zou dan "Mit Out Sound" betekenen).